# UFC Fight Night: Gustafsson vs. Smith
UFC Fight Night: Gustafsson vs. Smith (também conhecido como UFC Fight Night 153 ou UFC on ESPN+ 11) foi um evento de MMA produzido pelo Ultimate Fighting Championship no dia 01 de junho de 2019, no Ericsson Globe, em Estocolmo, Suécia.

## Background
A luta na categoria dos meio-pesados entre os ex-desafiantes Alexander Gustafsson e Anthony Smith serviram de luta principal da noite.
Luigi Vendramini era esperado para enfrentar Nick Hein no evento. Entretanto, Vendramini saiu do duelo em abril com uma lesão no joelho e consequentemente teria que realizar uma cirurgia. Para seu lugar foi chamado Frank Camacho.
A luta nos meio-médios entre Bartosz Fabiński e Sergey Khandozhko era esperado para o evento. Porém, no dia 24 de maio, Fabiński saiu do duelo devido a uma lesão e foi substituído pelo estreante Rostem Akman.
A luta nos meio-pesados entre o ex-desafiante Volkan Oezdemir e Ilir Latifi era esperado para o evento como co-luta principal da noite. Contudo, Latifi saiu do combate há dois dias para o evento com uma lesão nas costas, consequentemente a luta foi cancelada.

## Bônus da Noite
Os lutadores receberam $50.000 de bônus:
- Luta da Noite: Não houve lutas premiadas.
- Performance da Noite:   Anthony Smith,  Aleksandar Rakić,  Makwan Amirkhani e  Leonardo Santos